# Budurló
Budurló (románul: Budurleni, 1920 előtt Budurlău) falu Romániában, Erdélyben, Beszterce-Naszód megyében.

## Története
A 18. század elején, a nagyidai határban települt román falu. Első írásos említése 1733-ból való: (románul) Budoreleo. 1786-ban Tholdalagi Pál és Földvári Ferenc birtoka volt. Kolozs vármegyéhez tartozott.
1880-ban 403 lakosából 391 volt román és 10 cigány; 400 görögkatolikus.
2002-ben 135, ortodox vallású román lakosa volt.

## Nevezetességei
- Halastó.
- Fatemploma a 18. században épült, 2009-ben felújították.